# Weißohr-Taschenmaus
Die Weißohr-Taschenmaus (Perognathus alticola) ist ein im südlichen Kalifornien verbreitetes Nagetier in der Gattung der Seiden-Taschenmäuse. Verschiedene Publikationen sehen die Population als Unterart der Großes-Becken-Taschenmaus (Perognathus parvus). Der Artzusatz im wissenschaftlichen Namen ist aus den lateinischen Worten altus (hoch) und colo (bewohnend) zusammengesetzt.

## Merkmale
Abweichend zur Großes-Becken-Taschenmaus hat die Art hellere Haare in den Ohren und eine reinschwarze Oberseite an der Quaste des Schwanzes. Die Weißohr-Taschenmaus kommt weiter westlich vor. Bei beiden Arten hat der Antitragus im Ohr eine Ausbuchtung, die bei anderen Gattungsvertretern fehlt. Mit einer Gesamtlänge von 130 bis 183 mm, inklusive eines 61 bis 97 mm langen Schwanzes, mit 19 bis 24 mm langen Hinterfüßen und mit 5 bis 9 mm langen Ohren ist die Art etwas kleiner als die Großes-Becken-Taschenmaus. Männchen sind deutlich größer als Weibchen. Das weiche Fell der Oberseite hat eine gelbbraune Farbe und einige eingestreute schwarze Haare. Auf dem Schwanz kommt im vorderen Bereich oberseits Fell vor, das der Rückenfarbe entspricht. Es wird zur Spitze hin schwärzlich, während die Unterseite weiß ist. Am Ende befindet sich eine Quaste. Die Körpertemperatur liegt abhängig von der Lufttemperatur zwischen 36,2 und 40,1 °C. Die 20 Zähne verteilen sich nach der Zahnformel I 1/1, C 0/0, P 1/1, M 3/3. Der diploide Chromosomensatz besteht bei der noch vorhandenen nördlichen Population aus 54 Chromosomen (2n=54).

## Verbreitung
Die Weißohr-Taschenmaus hatte ursprünglich eine Population in den Tehachapi Mountains in Kalifornien und eine weitere südlicher in den San Bernardino Mountains. Die letzten Funde der südlichen Population stammen aus den 1930er Jahren. Die andere Population lebt zwischen 1070 und 1830 Meter Höhe. Sie bewohnt offene Gras- und Buschflächen mit Vertretern der Gattung Artemisia, mit vereinzelten Gelb-Kiefern, Jeffrey-Kiefern, Pinyon-Kiefern und Wacholderbüschen. Der Boden ist neben Gras mit Kräutern und Farnen bedeckt. Dabei tritt die Drüsenlose Kugeldistel häufig auf.

## Lebensweise
Die nachtaktiven Exemplare ruhen am Tage in selbstgegrabenen Bauen. Die Nahrung besteht aus Pflanzensamen, grünen Pflanzenteilen und Kleintieren. Tiere in Gefangenschaft fraßen Haferflocken, Sonnenblumenkerne und Gemüse. Die Samen werden in den Backentaschen zum Bau getragen.

## Gefährdung
In welchem Grad sich Baumfällungen und weidende Rinder auf den Bestand auswirken, ist nicht bekannt. Buschbrände stellen eine potenzielle Gefahr dar. Im etwa 6265 km² großen Verbreitungsgebiet gibt es keine Schutzzonen. Die IUCN listet die Weißohr-Taschenmaus als gefährdet (vulnerable).

## Weblink
- Weitere Informationen mit Bild, Los Padres Forest Watch